# Günter Burkhardt (Spieleautor)
Günter Burkhardt (* 1961) ist ein deutscher Lehrer und Spieleautor.
Bevor er sich ausschließlich der Entwicklung von Spielen verschrieb, war Burkhardt Lehrer für Gemeinschaftskunde, Erdkunde und Mathematik an der Schubart-Realschule in Geislingen. 1997 veröffentlichte er seine ersten Spiele (Manitou bei Goldsieber, Lang lebe der König und Büro Crazy bei F.X. Schmid), wobei Manitou auf die Auswahlliste zum Spiel des Jahres gelangte. Mittlerweile hat er über 40 Spiele bei 19 verschiedenen Verlagen veröffentlicht.
Burkhardt wohnt mit seiner Frau und seinen zwei Kindern in Gosbach (Bad Ditzenbach). Gemeinsam mit seinem damals siebenjährigen Sohn Benjamin entwickelte er das Kinderspiel Rumpelritter, welches im Jahr 2007 erschien. Benjamin Burkhardt ist seither der jüngste aller HABA-Spieleerfinder. Zehn Jahre später veröffentlichte er 2017 gemeinsam mit seiner Tochter Lena das Legespiel Die Gärten von Versailles sowie das Spiel Funkelschatz. Dieses wurde 2018 zum Kinderspiel des Jahres 2018 ausgezeichnet.

## Ludografie (Auswahl)
- 1997: Manitou (Goldsieber Spiele)
- 1997: Lang lebe der König! (F.X. Schmid)
- 1997: Büro Crazy
- 1998: Machu Picchu
- 1998: Himalaya
- 1998: Edison & Co.
- 1998: Die Bombe tickt!
- 1999: Willi
- 1999: Volltreffer
- 1999: Plumino
- 1999: Pisa
- 1999: Pacal
- 2000: Du bist der Größte, kleiner Rabe
- 2000: Last Minute
- 2000: Avanti mare!
- 2001: Vom Kap bis Kairo
- 2001: Kupferkessel Co
- 2002: Die Pyramiden des Jaguar
- 2002: König der Maulwürfel
- 2002: Delphi
- 2003: Spaß im Auto
- 2004: Rumpel-Ritter (Haba)
- 2004: Geoprimo
- 2004: Frantic Frankfurt (Kronberger Spiele)
- 2004: Auf der Pirsch (Phalanx Games)
- 2005: Tolle Türme (Haba)
- 2005: Big Manitou (Rio Grande Games)
- 2006: Tier-Express (Haba)
- 2006: Stress am Strand
- 2006: SchreckLicht
- 2006: Licker
- 2006: Ziegen kriegen
- 2007: Die Wilden Hühner und die Liebe
- 2007: 4 in 1: Die besten Stichspiele (mit Stefan Dorra, Doris Matthäus, Frank Nestel, Karl-Heinz Schmiel; amigo)
- 2007: Deutschland: Finden Sie Minden (Kosmos Spiele)
- 2007: Darjeeling
- 2008: Sternenschweif: Flug durch die Nacht
- 2008: Quick (Kosmos Spiele)
- 2008: Pettersson & Findus: Ein Feuerwerk für den Fuchs
- 2008: On Top (Kosmos Spiele)
- 2008: Herr der Ziegen
- 2008: Globalissimo (Kosmos Spiele)
- 2009: Winx Club: Der Kampf um Alfea (Kosmos Spiele)
- 2009: Österreich: Finden Sie Winden (Kosmos Spiele)
- 2009: Nur die Ziege zählt (amigo)
- 2009: Maori
- 2009: Komm mit durch Deutschland! (Kosmos Spiele)
- 2009: Europa: Paris ist ja klar, aber wo liegt Córdoba? (Kosmos Spiele)
- 2010: Seeland (Ravensburger)
- 2010: Dragons: Wettflug zur Dracheninsel (Ravensburger)
- 2010: Deutschland: Finden Sie Minden? Pocket Edition (Kosmos Spiele)
- 2010: Chocolatl
- 2011: Baden-Württemberg: Suchen sie Buchen! (Kosmos Spiele) (mit der Landeszentrale für politische Bildung Baden-Württemberg)
- 2011: Schwarz Rot Gelb (amigo)
- 2011: Castelli (Queen Games)
- 2011: Casa Grande (Ravensburger)
- 2012: ego picture
- 2012: Die Welt: Singapur, wo liegt das nur? (Kosmos Spiele)
- 2013: Potato Man (Zoch Verlag)
- 2013: Just in Time (Ravensburger)
- 2014: Glastonbury (franjos)
- 2014: Tambuzi ... den Letzten trifft der Blitz! (Haba)
- 2014: ROX (Haba)
- 2014: Deutschland: Das Kartenspiel (Kosmos Spiele)
- 2014: Mops Royal (Noris Spiele)
- 2015: Die Welt: Wetten, da liegt Manhattan! (Kosmos Spiele)
- 2015: Schnapp die Schätze (Haba)
- 2015: Pacal's Rocket (Piatnik)
- 2016: Ulm (HUCH!)
- 2016: King Frog (Brain Games)
- 2016: Kilt Castle (Zoch Verlag)
- 2016: Biene Maja: Honig-Wettlauf (Ravensburger)
- 2017: Wer weiß das! (moses. Verlag)
- 2017: Schwarz Rot Gelb Extreme (amigo)
- 2017: Reise um die Erde (Kosmos Spiele)
- 2017: Die Gärten von Versailles (Schmidt Spiele)
- 2017: Druids! (amigo)
- 2017: Funkelschatz (Haba)
- 2018: Honga (Haba)
- 2018: Eco-Links
- 2018: Bingolino (Schmidt Spiele)
- 2019: Puzzle-Memo (Drei Hasen in der Abendsonne)
- 2019: Funkelschatz: Das Drachen-Ei (Haba; Erweiterung zu Funkelschatz)

## Auszeichnungen
- Spiel des Jahres
  - Manitou: Auswahlliste 1997
  - Kupferkessel Co.: Auswahlliste 2002
- Kinderspiel des Jahres
  - Funkelschatz: Auszeichnung 2018 erhalten
- Deutscher Spiele Preis
  - Manitou: 10. Platz 1997
- Spiel der Spiele
  - Kupferkessel Co.: Spiele Hit für Zwei 2002
- Gamers Choice Awards
  - Kupferkessel Co.: Nominiert Zweipersonenspiel 2002
- à la carte Kartenspielpreis
  - Manitou: 5. Platz 1997
  - Volltreffer: 4. Platz 2000
  - Vom Kap bis Kairo: 1. Platz 2002